# Стрелица-Вторая
Стрелица-Вторая — село в Шебекинском районе Белгородской области.
Входит в состав Большегородищенского сельского поселения.
15 сентября 2024 года в селе произошёл пожар, из за которого сгорело поле пшеницы и лесной массив. Также сгорел 1 заброшенный дом и сарай. Огонь к домам не был подпущен, пожарные расчёты возгорание устранили на площади 8 гектаров. 

## География
Расположено северо-восточнее административного центра — села Большое Городище на автодороге 14К-13.
Севернее Стрелицы-Второй протекает река Короча, за которой находится большой лесной массив.

### Улицы
- ул. Больничная
- ул. Бугровка
- ул. Веселая
- ул. Кирова
- ул. Куйбышева
- ул. Молодёжная
- ул. Пролетарская

## Население
| 2002 | 2010 |
| ---- | ---- |
| 259  | ↘238 |